# Microcos brassii
Microcos brassii är en malvaväxtart som beskrevs av Summerhayes. Microcos brassii ingår i släktet Microcos och familjen malvaväxter. Inga underarter finns listade i Catalogue of Life.